# World Trade Center (estación PATH)
La estación del PATH del World Trade Center originalmente abrió el 19 de julio de 1909 como la Hudson Terminal. Cuando la Hudson Terminal fue derribada para dar espacio al World Trade Center, se construyó una nueva estación, que abrió en 1971.  La estación sirvió como la terminal de las rutas del Newark-World Trade Center y Hoboken-World Trade Center hasta que fue destruida durante los ataques terroristas del 11 de septiembre de 2001. Sin embargo una estación temporal fue construida, que abrió el 23 de noviembre de 2003. Arquitecto: Santiago Calatrava (España).